# 庫芒圖
庫芒圖是馬里的城鎮，位於該國西南部，毗鄰與科特迪瓦接壤的邊境，由錫卡索區負責管轄，主要經濟活動是農業，面積1,268平方公里，2009年人口51,438，人口密度為每平方公里40人。
11°25′N 6°50′W / 11.417°N 6.833°W